# Philautus tytthus
Philautus tytthus là một loài ếch trong họ Rhacophoridae. Chúng được tìm thấy ở Myanmar và có thể cả Trung Quốc.